# بوسکوپ
بوسکوپ (به هلندی: Boskoop) یک منطقهٔ مسکونی در هلند است که در آلفن آن درین واقع شده‌است. بوسکوپ ۷٫۲۹ کیلومتر مربع مساحت و ۱۵٬۰۵۰ نفر جمعیت دارد و −۲ متر بالاتر از سطح دریا واقع شده‌است.